# Municipio de Pine Island
El municipio de Pine Island (en inglés: Pine Island Township) es un municipio ubicado en el condado de Goodhue en el estado estadounidense de Minnesota. En el año 2010 tenía una población de 551 habitantes y una densidad poblacional de 6,59 personas por km².

## Geografía
El municipio de Pine Island se encuentra ubicado en las coordenadas 44°14′21″N 92°36′21″O / 44.23917, -92.60583. Según la Oficina del Censo de los Estados Unidos, el municipio tiene una superficie total de 83.59 km², de la cual 83,55 km² corresponden a tierra firme y (0,05 %) 0,04 km² es agua.

## Demografía
Según el censo de 2010, había 551 personas residiendo en el municipio de Pine Island. La densidad de población era de 6,59 hab./km². De los 551 habitantes, el municipio de Pine Island estaba compuesto por el 98 % blancos, el 0,36 % eran amerindios, el 0,54 % eran asiáticos y el 1,09 % eran de una mezcla de razas. Del total de la población el 0,18 % eran hispanos o latinos de cualquier raza.